# フレデリック・コーンウォリス・コニベア
フレデリック・コーンウォリス・コニベア FBA（Frederick Cornwallis Conybeare、1856年9月14日 - 1924年1月9日）は、英国の東洋学者で、オックスフォード大学の神学教授。

## 生涯
フレデリックは、法廷弁護士のジョン・チャールズ・コニベアの三男、地質学者ウィリアム・ダニエル・コニベアの孫として、サリーのコールズドンで生まれた。彼は、復古カトリック教会組織に関心を持った。また、1890年代にドレフュス事件に関する本を書き、『ソロモンの遺訓』やその他の初期キリスト教文書を翻訳した。彼はアルメニア使徒教会の権威だった。
1924年に68歳で死去し、ロンドンのブロンプトン墓地に埋葬された。